# Hygrodiplosis vaccinii
Hygrodiplosis vaccinii är en tvåvingeart som först beskrevs av Jean-Jacques Kieffer 1897.  Hygrodiplosis vaccinii ingår i släktet Hygrodiplosis och familjen gallmyggor. Inga underarter finns listade i Catalogue of Life.